# عبدان الأهوازي
عبد الله بن أحمد بن موسى بن زياد، أبو محمد الأهوازي الجواليقي عَبْدان (216 هـ - 306 هـ) أحدُ رواة الحديث، وهو من الأئمة الحفاظ الثقات، وهو صاحب المصنفات، وكان من أئمة هذا الشأن، وارتحل إليه الحفاظ إلى عسكر مكرم، وهي قريبة من البصرة. عاش تسعين عامًا وأشهرًا، وكانت وفاته في آخر سنة ست وثلاثمائة.

## روايته للحديث النبوي
- سمع: محمد بن بكار بن الريان، وشيبان بن فروخ، وطالوت بن عباد، وهشام بن عمار السلمي، وسهل بن عثمان، وأبا بكر بن أبي شيبة، وأبا كامل الجحدري، و والحسن بن الصباح البزار، وخليفة بن خياط، وعثمان بن أبي شيبة، وزيد بن الحريش، ومسروق بن المرزبان، ويعقوب الدورقي، وعبيد بن يعيش، وأحمد بن عبد الرحمن بحشل، وحميد بن مسعدة، ومحمد بن عبيد بن حساب، وأبا الطاهر بن السرح، ومحمد بن مصفى، وابن أبي عمر العدني، وعيسى بن زغبة، وأبا كريب، ووهب بن بيان، وبندارا، وخلقا سواهم بالحجاز، والشام، ومصر، والعراق .
- حدث عنه: ابن قانع، والطبراني، وحمزة الكناني، وأبو بكر الإسماعيلي، وأبو بكر بن المقرئ، وأبو عمرو بن حمدان، وإسماعيل بن عبد الله بن ميكال، وآخرون.[2]

## أقوال العلماء فيه
- الجرح والتعديل[1]
- أبو أحمد بن عدي الجرجاني : كان كبير الاسم، ومرة: الحافظ.
- أبو العباس بن مكيال : الحافظ.
- أبو الفرج بن الجوزي : أحد الحفاظ الأثبات.
- أبو سعد السمعاني : أحد أئمة الحديث، وممن رحل في جمعه، وتعب في طلبه، وكان من الحفاظ الأثبات.
- أبو علي الحافظ النيسابوري : أحد أئمة الحديث الأربعة الذين قابلهم ويقول عنه: ما رأيت من المشايخ أحفظ من عبدان، كان يحفظ مائة ألف حديث.
- أحمد بن كامل الشجري : كان في الحديث إماما.
- ابن عساكر الدمشقي : أحد الحفاظ المجودين المكثرين.
- الخطيب البغدادي : أحد الحفاظ الأثبات، جمع المشايخ والأبواب.
- الذهبي : الحافظ الحجة العلامة، صاحب التصانيف، وكان من أئمة هذا الشأن، وارتحل إليه الحفاظ إلى عسكر مكرم، وهي قريبة من البصرة، وقال مرة: له غلط ووهم يسير وهو صدوق، ومن الذي سلم من الوهم؟.
- جلال الدين السيوطي : الإمام رحالة الوقت صاحب التصانيف.
- عبد الحي بن العماد الحنبلي : الحافظ الثقة.
- عبد الغني بن سعيد الأزدي : ينقل عنه قوله عن نفسه: دخلت البصرة 18 مرة من أجل حديث أيوب السختياني، كلما ذكر لي حديثا من حديثه دخلت إليها بسببه.